# دست (یکا)

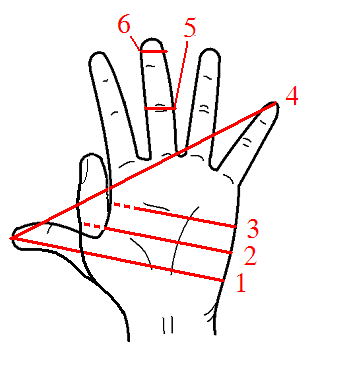
دست(۲) کف دست(۳) اندازه های نشان داده شده، بین دیگران، در دست انسان

دست (به انگلیسی: Hand)از یکاهای غیر دستگاه بین‌المللی یکاها برای 
اندازه گیری درازا است . آن همچنین برای اندازه گیری ارتفاع اسبها در بعضی کشورهای انگلیسی زبان مثل استرالیا  ، کانادا ، انگلستان و ایالات متحده است.که ریشۀ آن به مصر قدیم باز می گردد.اساس آن از پهنای دست انسان گرفته شده است.اقتباس اینچ بین‌المللی در سال ۱۹۵۹ استاندارد یک فرم امپریال و تبدیل متریک را فراهم کرد.آن را به صورت h یا hh مخفف می کنند.